# The Sims 4
The Sims 4 je simulační videohra, jejíž vydání v Česku se uskutečnilo 4. září roku 2014. Hra byla vytvořena studiem Redwood Shores společnosti Maxis a byla vydána Electronic Arts. Jedná se o pokračování slavné hry The Sims 3 a čtvrtou hru v sérii The Sims. Ke každé hře vychází tradičně mnoho dodatků (DLC). Před každým vydáním nového DLC vypouštějí tvůrci trailery. Hra je dostupná pro Microsoft Windows (pouze 64bit), macOS, PlayStation 4 a Xbox One.

## O hře
Hra se v první řadě označuje jako simulátor života. Hráč si vytvoří 1–8 postav, za které následně hraje. Ve světě hry The Sims se tyto postavy označují jako simíci a siminky. V rozšíření The Sims 4: Psi a kočky přibývají zvířecí miláčci (psi a kočky), které je možno mít v domácnosti. Další možností je tvorba okultního simíka (mořská panna, mimozemšťan, upír, čaroděj, vlkodlak), kteří přibývají v některých dodatcích.
Dalším krokem po vytvoření domácnosti je nastěhování do domu. Lze se nastěhovat buď na pozemek a následně postavit dům, nebo do již hotového domu. V rozšíření The Sims 4: Život ve městě lze nastěhovat i do bytu. Začáteční rozpočet je 20 000 peněz pro jednočlennou rodinku, ale s každým simíkem navíc přibývá 2 000 peněz. V The Sims světě se tyto peníze označují jako simoleony.
Hráč svou domácnost provede celým životem – od narození/vytvoření až po smrt. Aktivní simíci hrané domácnosti mohou navazovat vztahy s ostatními simíky a to kdekoliv – před jejich obydlím, v práci, nebo na veřejných prostranstvích jako je park aj. Mohou si také vylepšovat své dovednosti a plnit aspirace. Novinkou také je, že si simíci mohou vytvářet mínění o ostatních na základě jejich chování.

## Obsah hry
Obsah hry se odvíjí od vydávaných dodatků – rozšíření, herní balíček a kolekce. Rozšíření do hry tradičně přidávají nové světy, spoustu nábytku, oblečení a herních funkcí (rozšíření zpravidla ovlivňuje celou hru). Herní balíčky obvykle přidávají nový svět, nábytek, oblečení a několik herních funkcí. Kolekce přidávají menší množství nábytku a oblečení, popřípadě interakce související s novými objekty ve hře.

### Vytváření domácností
Ve čtvrté sérii vývojáři upravili také editor domácností. V této sérii lze vytvořit prakticky kohokoliv, a to i do nejmenších detailů postavy (simíka). V editoru lze také simíkovi vybrat i spoustu vlastností a životní aspiraci. Životní aspirací se rozumí celoživotní cíl simíka. Ovlivňuje pak jeho přání i tzv. náladovky (viz podkapitola Režim života). V editoru domácností je možné vytvořit 1–8 simíků. Mezi simíky se v balíčku Psi a kočky počítají i čtyřnozí členové rodiny. Jakmile je vytvářená domácnost uložena, zpřístupní se možnost nastěhování rodiny. Rodinu lze nastěhovat buď na prázdný pozemek, nebo do již postaveného domu. Podmínkou k nastěhování jsou dostatečné finance, v případě sloučení dvou domácností i počet simíků na pozemku. V rozšíření Život ve městě je možno nastěhovat svou rodinu i do bytu.

### Režim stavby
Po nastěhování domácnosti na pozemek jsou dvě možnosti režimu hry – režim stavby a režim života. V režimu stavby lze provádět jakékoli stavební úpravy nebo přidávat či přesouvat nábytek. V tomto režimu lze měnit i dekor stávajícího nábytku pomocí příslušného nástroje.
Režim stavby má dvě základní části, každou pro jiný účel: stavba a nákup. Režim stavby je taktéž propracovaný do detailu, tudíž poskytuje skoro neomezené možnosti. Režim nákupu slouží pro nákup vybavení.

### Režim života
Režim života slouží k samotnému hraní s vytvořenými simíky. Kam hra bude směřovat záleží z velké části na hráči, ale i na rozmarech jeho simíků.
Největší novinkou, oproti minulým sériím, jsou v režimu života tzv. náladovky. Nálad může mít simík hned několik. Na náladách i přímo závisí interakce simíka. Pokud je simík velmi smutný, nechce se mu uklízet, ale může si zavolat na protismuténkovou linku apod.
Pokud je naopak simík s náladou velmi hravý, zpřístupní se mu interakce s tím související (např. recept s gumovými medvídky apod.). Ostatní zůstává při starém. Simíci v tomto režimu opravdu žijí. Můžete si najít práci, kamarády, mít děti, nebo se přestěhovat. Opět možnosti hry závisí na počtu rozšíření a balíčků. Čím víc balíčků a rozšíření máte, tím víc možností hra nabízí.

### Světy
| Svět                | DLC                          |
| ------------------- | ---------------------------- |
| Vrbová zátoka       | Základní hra                 |
| Lázeňská oáza       | Základní hra                 |
| Newcrest            | Základní hra (v aktualizaci) |
| Žulové kaskády      | Únik do přírody              |
| Rozkvetlá promenáda | Hurá do práce!               |
| Windenburg          | Společná zábava              |
| San Myshuno         | Život ve městě               |
| Forgotten Hollow    | Upíři                        |
| Selvadorado         | Dobrodružství v džungli      |
| Brindleton Bay      | Psi a kočky                  |
| Del Sol Valley      | Cesta ke slávě               |
| StrangerVille       | StrangerVille                |
| Sulani              | Život na ostrově             |
| Glimmerbrook        | Říše kouzel                  |
| Britechester        | Hurá na vysokou              |
| Evergreen Harbor    | Ekobydlení                   |
| Batuu               | Star Wars: Výprava na Batuu  |
| Hora Komorebi       | Život na horách              |
| Henford nad Bagley  | Život na venkově             |
| Tartosa             | Svatební příběhy             |
| Moonwood Mill       | Vlkodlaci                    |

Každý svět ve hře má určitý počet sousedství. Hráči mohou se svými simíky kdykoliv navštívit kterýkoliv svět, stejně tak simíci z nehraných domácností mohou být viděni v jiných světech. Pozemky lze navštěvovat přímo z mapy. Kromě obyčejných pozemků existují i tajné pozemky, které jsou přístupné pouze specifickými interakcemi. Na rozdíl od The Sims 3 nemá The Sims 4 otevřený svět a při cestování mezi pozemky vyskočí načítací obrazovka.
V základní hře jsou tři světy: Vrbová zátoka –⁠ inspirovaná New Orleans, Lázeňská oáza –⁠ inspirovaná jihozápadem Spojených států a Newcrest –⁠ obsahuje 15 prázdných pozemků, ostatní světy jsou přidány v některých rozšířeních a herních balíčcích, v nichž patří mezi hlavní funkce. Kromě rezidenčních se ve hře nachází i dovolenkové světy. Tyto světy nelze obývat, lze do nich pouze cestovat.

### Galerie
The Sims 4 obsahuje online funkci, která umožňuje hráčům simíků nahrávat všechny své výtvory do galerie (pozemky, místnosti a domácnosti). Ostatní hráči si mohou tyto výtvory stáhnout, dát do vlastní knihovny, či jim dát srdíčko. Toto je první hra ze série The Sims, která obsahuje něco podobného.
V letním updatu roku 2020 zde přibyla záložka The Sims Spark'd.

## Aktualizace
| Datum vydání  | Nově přidané funkce |
| 2014          | 2014 |
| ------------- | --- |
| 1. října      | Duchové – nový typ simíka, květina smrti |
| 4. listopadu  | Bazény, nový typ oblečení – plavky |
| 16. prosince  | Dvě nová zaměstnání – businessman a atlet, proplácení dovolené |
| 2015          | |
| 3. února      | Geneaologie |
| 26. března    | Přidání další úrovně pater (dohromady i se suterénem 6 podlaží), nové možnosti na telefonu – poznámky, na malířském stojanu nová možnost malby dle předlohy. |
| 11. června    | Nové město NewCrest s 15 prázdnými pozemky, nová událost – Uvítací výbor (událost při nastěhování do nového domu). |
| 9. července   | Nízké stěny, možnost zamykat dveře, speciální dveře, které povolí průchod jen mužům či ženám. |
| 24. září      | Nová vlastnost – žárlivý, možnost zabrat si postel |
| 3. listopadu  | Možnost najmout si opraváře |
| 4. prosince   | Nový typ pozemku – bazén, možnost změnit barvu vody na růžovou, vylepšení map |
| 2016          | |
| 4. února      | Možnost najmout si zahradníka, nová vlastnost – kleptoman, nová aspirace objekty v režimu stavby |
| 3. června     | Všechno v CAS je dostupné pro obě pohlaví, nové možnosti úpravy pohlaví |
| 14. července  | Možnost najmout si chůvu a upravit světla v jedné místnosti najednou |
| 27. října     | Nová možnost kopírování a vkládání v režimu stavby, nové vlastnosti pozemků |
| 2017          | |
| 12. ledna     | Batolata – tento věk má nové vlastnosti simíka, nové dovednosti, oblečení, objekty, možnost změnit simíkům zuby. |
| 11. listopadu | Dovednost focení v základní hře, objekty v režimu stavby mohou být pomocí cheatů zvětšovány či zmenšovány, možnost nastavení maximálního počtu simíků v nastavení hry. |
| 2018          | |
| 6. února      | Nové barvy kůže |
| 19. června    | Možnost prosklených střech, nové kategorie oblečení v CAS – na horké a chladné počasí (příprava na rozšíření The Sims 4: Roční období); Vylepšení zahradničení |
| 13. listopadu | Nové zaměstnání – návrhář oblečení, možnost přepnout do pohledu první osoby |
| 2019          | |
| 16. března    | Tři nové kariéry na volné noze |
| 16. července  | Nová možnost v CAS – vytvoření simíka podle příběhu |
| 5. září       | Možnost téměř libovolné úpravy schodů a základů v režimu stavby, nové upravování terénů v režimu stavby. |
| 12. listopadu | Možnost úpravy sloupů na téměř jakoukoliv výšku, možnost úpravy velikosti UI v nastavení hry |
| 2020          | |
| 3. června     | - Hasiči a exekutoři - Žebříky - Vylepšení inventáře simíka - Vylepšení účtů - Možnost libovolného umístění oken a dveří |
| 3. září       | Možnost skládání oken na sebe, možnost mít svatbu i v dovolenkových destinacích Selvadoradu a Žulových kaskádách |
| 6. říjen      | Nový obsah inspirovaný Latinskoamerickou kulturou – jídlo z Mexika, Argentiny a Dominikánské republiky, nový gril, zahradní nábytek a oblečení |
| 10. listopadu | - Platformy - Mínění - Více výšek nízkých stěn - Nový profil simíka - Možnost dovolené ve všech světech |
| 7. prosince   | Více než 100 nových barev kůže + slidery pro každý odstín, nové možnosti úpravy pro makeup – odstín, sytost, neprůhlednost, saturace, nové hlavní menu |
| 2021          | |
| 21. ledna     | Nová náladovka – strach |
| 25. února     | Nový obsah k 21. narozeninám prvního dílu série The Sims – Spolupráce Sims Teamu s tvůrci HeyHarrie, peachyfaerie, storylegacysims, peacemaker_ic, Luumia, icemunmun, grimcookies, FeralPoodles a AHarris00Britney. - Nový nábytek - Nové oblečení, make-up a detaily kůže - Nové recepty |
| 23. března    | - Palandy, patrové postele - Menší vylepšení vlastností simíků - Nové barevné varianty plakátů v základní hře |
| 27. května    | - Nové kategorie, které simíci mají či nemají v oblibě (aktivity, barvy, hudební žánry) - Šest nových barev vlasů |
| 29. června    | Nový hudební festival Simofest, na němž zpívají Bebe Rexha, Glass Animals a Joy Oladokun. |
| 20. července  | - Tvorba jezírek a jejich úprava - Zahradničení s dětmi - Skupinové vaření - Nová doručovací služba - Kalendář |
| 21. září      | - 1 200 nových barevných kombinací k 149 předmětům - Nové vlasy a oblečení |
| 2022          | |
| 9. února      | - Nové oblečení, karnevalová maska - 11 nových východoasijských a brazilských jídel - Nová hudba |
| 15. února     | Nový obsah související s nadcházejícím svatebním balíčkem. - Nový typ pozemku - Možnost v CAS nastavit vztah snoubenec - Nové oblečení a nehty |
| 15. března    | Nový systém „Příběhy ze sousedství“ –⁠ životní změny v sousedství –⁠ umožňuje simíkům z nehraných domácností adoptovat děti (s rozšířením Psi a kočky i zvířata), otěhotnět, nastoupit do nové práce nebo ji opustit, odejít do důchodu, přestěhovat se, nastěhovat se či zemřít nehodami.  |
| 25. března    | Nová tetování, vlasy, župan pro děti |
| 25. května    | Aktualizace rodiny Gothových, nová lampa, židle a stůl |
| 14. června    | Nový obsah související s nadcházejícím vlkodlačím balíčkem. - Měsíční fáze - Malý teleskop –⁠ a s ním spojená nová smrt v důsledku zásahu meteoritem - Nové objekty v CAS –⁠ vousy, hidžád                                                                                                  |
| 18. října     | Hra je přístupná bezplatně prostřednictvím distribučního modelu free to play. |

## Kritika a kontroverze

### Zákaz balíčkuSvatební příběhyv Rusku
Dne 9. února 2022, den po vydání traileru k novému balíčku Svatební příběhy, tvůrci hry uvedli v tiskovém prohlášení, že tento balíček nevyjde v Rusku. Důvodem bylo, že příběh v traileru obsahoval homosexuální svatbu, což ruské zákony zakazují. Na sociálních sítích se rozšířil #weddingsforrusia, který používali hráči a fanoušci požadující vydání balíčku v Rusku, vznikla také petice, která nasbírala přes 10 tisíc podpisů.
Dne 16. února 2022 společnost EA oznámila, že balíček nakonec vyjde i Rusku, protože zákon o ochraně proti homosexuálnímu obsahu se nevztahuje na hry pro lidi starší 18 let, kam se řadí i The Sims 4. Původně měl balíček vyjít dne 17. února, ale vydání se odložilo o týden a vyšel i v Rusku.

## Rozšíření
| Kód  | Název                                 | Datum vydání v EU                                 | Popis |
| ---- | ------------------------------------- | ------------------------------------------------- | --- |
| EP01 | Hurá do práce! (Get to Work)          | PC: 2. dubna 2015 Konzole: 20. března 2018        | První rozšíření přidává tři nové aktivní kariéry: lékaře, detektivy a vědce. Nově přibývá také možnost vybudovat si vlastní obchod a zahájit podnikání. S rozšířením přichází nová obchodní čtvrť s názvem Rozkvetlá promenáda, ve které se nachází čtyři pozemky. Přidává novou bytost – mimozemšťana, kterého lze najít ve hře, ale i vytvořit. Přidává také dvě nové dovednosti – pečení a fotografování, nové předměty a oblečení. |
| EP02 | Společná zábava (Get Together)        | PC: 10. prosince 2015 Konzole: 11. září 2018      | Druhé rozšíření se zaobírá především tvorbou klubů, které jsou hlavní funkcí tohoto dodatku. Do klubů lze přidávat členy s odlišnými zájmy, osobnostmi a styly. Klubům také může nastavit pravidla, styl oblečení, oblíbené aktivity pro klub i věci, které jsou tabu. Vedoucí může také svolávat schůzky. Kromě toho přibývají zcela nové aktivity, jako je fotbálek, šipky nebo arkádový automat. K dispozici jsou také nové dovednosti v oblasti DJ a tance. Toto rozšíření obsahuje nový svět s názvem Windenburg, s malebnými čtvrťmi a památkami, včetně rozlehlého bludiště z živého plotu nebo starověkých ruin.                                                                                              |
| EP03 | Život ve městě (City Living)          | PC: 3. listopadu 2016 Konzole: 14. listopadu 2017 | Třetí rozšíření přináší nové město s názvem San Myshuno se čtyřmi jedinečnými čtvrtěmi. Život ve městě představuje novou kariéru odrážející naši dobu, včetně kariéry vracejících se politiků a dvou nových zcela nových oborů: sociální média a kritik. Rozšíření se zaměřuje na městský život a znovu zavádí byty do hry, od nejhorších bytů, které potřebují závažnou opravu po nádherné rozlehlé střešní byty. Pro Simíky existuje spousta nových možností a aktivit k prozkoumání – Trh s kořením se soutěžemi v kari, soutěž v Karaoke Baru, Geek Con se soutěžemi o videohry a romantický festival. |
| EP04 | Psi a kočky (Cats & Dogs)             | PC: 10. listopadu 2017 Konzole: 31. července 2018 | Čtvrté rozšíření přináší tvorbu domácích mazlíčků – psů a koček. Přibývá také spousta předmětů pro chlupaté kamarády simíků. Toto rozšíření umožňuje učit psy různé triky a příkazy. S rozšířením přichází možnost rozběhnout si vlastní veterinu. Toto rozšíření přináší i nové venkovské město Brindleton Bay. Nachází se zde veterinární klinika „U Brindletonské tlapky“. |
| EP05 | Roční období (Seasons)                | PC: 22. června 2018 Konzole: 13. listopadu 2018   | Páté rozšíření představuje nové systémy počasí, ročních období a svátků. Simíci nyní mohou prožít pořádnou zimu se sněhem, jaro, léto a podzim. Simíci také mohou slavit svátku, ať už předvytvořené (Vánoce, Den lásky, Oslava Sklizně, Silvestr), tak vlastní. Rozšíření také přidává nové oblečení na zimu a léto. |
| EP06 | Cesta ke slávě (Get Famous)           | PC: 16. listopadu 2018 Konzole: 12. února 2019    | Šesté rozšíření umožňuje Simíkům se mohou stát slavnými díky bodů, které získávají (například prodávaním namalovaných obrazů nebo natáčením videí). Přibývá také aktivní herecká kariéra. Hráči si mohou postavit luxusní domy ve zcela novém světě Del Sol Valley (inspirované městem Los Angeles). Rozšíření totiž přidává celou řadu drahých a luxusních předmětů. |
| EP07 | Život na ostrově (Island Living)      | PC: 21. června 2019 Konzole: 16. července 2019    | Sedmé rozšíření se zaměřuje na Simíky žijící ve světě tropického ráje zvaný Sulani (v podobném duchu jako The Sims 3: Island Paradise). Mezi další aktivity patří například možnost stát se ochranářem ostrova proti znečištění, potápění, rybolov a kariéra plavčíka. Je také možnost udělat ze simíka mořskou pannu a byly přidány lodě a vodní skútr. |
| EP08 | Hurá na vysokou (Discover University) | PC: 15. listopadu 2019 Konzole: 17. prosince 2019 | Osmé rozšíření se zaměřuje na studování univerzity a studentský život. Přibývá nový svět Britechester, ve kterém se nachází dvě univerzity – historická Univerzita v Britechesteru a moderní Foxburský institut, na kterých lze studovat spoustu oborů. Simíci se mohou do školy dopravovat z domova nebo z kolejí. Ve volném čase mohou nově simíci hrát stolní tenis, beer pong nebo fotbal či se přidat ke studentským spolkům. Novou dovedností je robotika, při jejím zlepšování lze vytvářet spoustu robotů. Přibývá také možnost jízdy na kole. |
| EP09 | Ekobydlení (Eco Lifestyle)            | 5. června 2020                                    | Deváté rozšíření se zaměřuje na ekologický styl života a ekologické změny. Přibývá nový svět Evergreen Harbour, který je rozdělen na tři části podle čistoty a kvality ovzduší. Každý obyvatelný svět ve hře (kromě StrangerVille) je ovlivněn ekologickými rozhodnutími, která simíci dělají. Mezi spoustu nových objektů patří i solární panely a větrné turbíny. Rozšíření přidává také možnost hlasovat o APSech (APS ovlivní chování simíků v okolním světě) pomocí bodů vlivu, které se získávají dodržováním aktivních APSů či ovlivňováním ostatních. |
| EP10 | Život na horách (Snowy Escape)        | 13. listopadu 2020                                | Desáté rozšíření se zaměřuje na zimní aktivity v horách – snowboarding, lyžování, sáňkování a horolezectví. Přibývá nové zasněžené město Hora Komorebi. Se simíky je možnost v novém městě zajít do horkých pramenů, kde si mohou pořádně odpočinout. Simíci nově v tomto rozšíření mohou mít životní styly (ty mohou simíci získat pomocí různého chování). Celé rozšíření je inspirováno japonskou kulturou. |
| EP11 | Život na venkově (Cottage Living)     | 22. července 2021                                 | Jedenácté rozšíření se zabývá venkovským životem. Přibývá také nové město inspirováno britským venkovem – Henford nad Bagley. Dále přidává nové druhy zvířat – krávy, které poskytují mléko, slepice, které snášejí vejce a lamy, které produkují vlnu. V lese pobíhají lišky, které občas vběhnou na zahradu simíků, kde sežerou pár slepic. Mimo nich v lesích žijí i divocí králíci a ptáci, se kterými se simík může spřátelit a oni mu za to mohou pomoct na zahradě. Kromě zvířat zde přibývá i pět plodin – meloun, lilek, dýně, houby a salát. S plodinami a zvířaty lze soutěžit na trhu ve Finchwiku, které se konají každý týden. Přidává také novou dovednost vyšívání a simíci mohou nově jít na piknik. |

## Herní balíčky
| Kód  | Název                                                     | Datum vydání v EU                              | Popis |
| ---- | --------------------------------------------------------- | ---------------------------------------------- | --- |
| GP01 | Únik do přírody (Outdoor Retreat)                         | PC: 13. ledna 2015 Konzole: 4. prosince 2018   | Možnost vyrazit na dovolenou do nové dovolenkové destinace Žulové kaskády, v níž lze na určitých místech stanovat či se ubytovat v chatce. Přibývá nová dovednost bylinkářství, která umožňuje poznávat rostliny a připravovat z nich bylinné elixíry, chytání hmyzu či vyřezávání předmětů.                                       |
| GP02 | Návštěva v lázních (Spa Day)                              | PC: 14. července 2015 Konzole: 18. dubna 2018  | Možnost vyrazit do lázní, zacvičit si jógu, trávit čas v sauně nebo meditovat. |
| GP03 | Jdeme se najíst (Dine Out)                                | PC: 7. června 2016 Konzole: 9. ledna 2018      | Možnost jít se najíst do restaurace, otevřít si vlastní restauraci a najmout zaměstnance, sestavit vlastní jídelní lístek atd. |
| GP04 | Upíři (Vampires)                                          | PC: 24. ledna 2017 Konzole: 14. listopadu 2017 | Nové město Forgotten Hollow, vytváření upírů, nadpřirozené schopnosti. |
| GP05 | Rodičovství (Parenthood)                                  | PC: 30. května 2017 Konzole: 19. června 2018   | Rozvíjejte rodičovské dovednosti, utvářejte dětství svých Simíků, užívejte si nové rodinné aktivity. |
| GP06 | Dobrodružství v džungli (Jungle Adventure)                | PC: 27. února 2018 Konzole: 4. prosince 2018   | Možnost vyrazit na dovolenou do Selvadorada a prozkoumávat džungli. |
| GP07 | StrangerVille (StrangerVille)                             | PC: 26. února 2019 Konzole: 14. května 2019    | Přidává nové město StrangerVille a vlastní dějovou linku. |
| GP08 | Říše kouzel (Realm of magic)                              | PC: 10. září 2019 Konzole: 15. října 2019      | Přidává nové město Glimmerbrook, z něhož se dá portálem přenést do magického světa. Simík se může stát kouzelníkem a poté ho naučit kouzlit. |
| GP09 | Star Wars: Výprava na Batuu (Star Wars: Journey to Batuu) | 8. září 2020                                   | Přidává nový svět s názvem Batuu s příběhem ve stylu Star Wars. Přidává nové typy mimozemšťanů a další oblečení, předměty a postavy inspirované stejnojmenným filmem. |
| GP10 | Interiér snů (Dream home decorator)                       | 1. června 2021                                 | Přidává novou aktivní kariéru a několik nových typů nábytku, jako je sekční sezení, modulární nábytek, vestavěné varné desky a trouby a mini troubu na linku. Také přidává nové herní prvky v podobě stylů, které mají/nemají simíci v oblibě.                                                                                     |
| GP11 | Svatební příběhy (My Wedding Stories)                     | 17. února 2022                                 | Jedenáctý balíček je soustředěn na svatby a jejich plánování. Přibývá také nové středomořské město Tartosa. Hlavní novinkou je, že svatbu lze uspořádat do úplných detailů – vybrat jídlo, dekorace, dress code či místo konání. Lze ještě uspořádat rozlučku se svobodou či zorganizovat seznamovací večeři s rodinami snoubenců. |
| GP12 | Vlkodlaci(Werewolves)                                     | 16. června 2022                                | Dvanáctý balíček je soustředěn na vlkodlaky a jejich život. Přibývá také nové město Moonwood Mill. Město obývají dvě různé vlčí smečky – Kolektiv Moonwood a Divoké tesáky. |

## Kolekce
| Kód  | Název                                      | Popis |
| ---- | ------------------------------------------ | --- |
| SP01 | Přepychový večírek (Luxury party stuff)    | Možnost uspořádat luxusní večírek, nové objekty – bar, fontána na čokoládu, stůl s občerstvením                                                                                        |
| SP02 | Perfektní patio (Perfect patio stuff)      | Nový venkovní nábytek a vířivky |
| SP03 | Báječná kuchyně (Cool kitchen stuff)       | Možnost vybavit si nově kuchyň a vytvořit si různé druhy zmrzliny |
| SP04 | Strašidelné věcičky (Spooky stuff)         | Nové vybavení na oslavu Halloweenu a možnost vydlabat si dýně |
| SP05 | Domácí kino (Movie hangout stuff)          | Nová obří obrazovka a možnost pustit si až 10 nových filmů sestříhaných z předchozí série The Sims 3                                                                                   |
| SP06 | Romantická zahrada (Romantic garden stuff) | Úplně nové druhy květin a vybavení zahrady ve viktoriánském stylu, nová fontána, do které můžete např. přidat mýdlo a nová studna přání, která vám nabízí až 50 různých výsledků přání |
| SP07 | Dětský pokoj (Kids Room stuff)             | Nový nábytek s dětskou tematikou, nové oblečení a účesy pro děti, nové aktivity pro děti                                                                                               |
| SP08 | Zahrada za domem (Backyard stuff)          | Nové objekty na zahradu – krmítko pro ptáky, vodní sluzavka, nový zahradní nábytek |
| SP09 | Staré časy (Vintage Glamour stuff)         | Nové objekty a oblečení ve starším stylu, majordomus |
| SP10 | Bowlingový večer (Bowling Night stuff)     | Nové objekty s bowlingovou tematikou, bowlingová herna |
| SP11 | Fitness (Fitness stuff)                    | Nové cvičební objekty, sportovní oblečení a účesy |
| SP12 | Batolata (Toddler stuff)                   | Nové objekty, oblečení a účesy pro batolata |
| SP13 | Pereme (Laundry day stuff)                 | Přidány pračky, sušičky a objekty do prádelen (komunitní hlasování) |
| SP14 | Můj první mazlíček (My first pet stuff)    | Přidání hlodavců, další objekty pro psy a kočky. |
| SP15 | Moschino (Moschino)                        | Nové objekty, oblečení a kariéra módního fotografa na volné noze |
| SP16 | Minibydlení (Tinyliving)                   | Nová funkcionalita (automatické počítání polí, přidání nového typu obytného pozemku – Obytný minipozemek), Nové multifunkční objekty.                                                  |
| SP17 | Parádní pletení (Knifty knitting)          | Pletení oblečení a objektů, houpací křeslo, online obchod Plopsy (komunitní hlasování).                                                                                                |
| SP18 | Paranormálno (Paranormal stuff)            | Strašidelné domy (nový typ pozemku), prokleté předměty, nová kariéra Paranormální vyšetřovatel, možnost vyvolat Kostislavu.                                                            |

## Výbavy
| Název                                  | Obsah                                | Datum vydání      | Popis |
| -------------------------------------- | ------------------------------------ | ----------------- | --- |
| Retro styl (Throwback fit)             | Oblečení CAS                         | 2. března 2021    | Nové sportovní oblečení ve stylu 90. let. |
| Venkovská kuchyně (Country kitchen)    | Objekty do režimu stavby Build & Buy | 2. března 2021    | Nové kuchyňské objekty (kuchyňská linka, lednička, vařič a různé dekorace) ve venkovském stylu.                                                                                        |
| Velký úklid (Bust the dust)            | Herní prvky Gameplay                 | 2. března 2021    | Přidání vysavačů, nového systému – v domech simíků se začíná objevovat prach a prachokrálíčci (oživlé chuchvalce prachu), nové aspirace.                                               |
| Zahradní oáza (Courtyard oasis)        | Objekty do režimu stavby Build & Buy | 18. května 2021   | Nový venkovní nábytek a architektonické prvky inspirované marockou kulturou. |
| Industriální bydlení (Industrial loft) | Objekty do režimu stavby Build & Buy | 26. srpna 2021    | Nový nábytek, který je inspirován přestavěnými skladišti newyorského Brooklynu. |
| Pouliční móda (Fashion street)         | Oblečení CAS                         | 5. října 2021     | Nové oblečení inspirováno ulicemi v Bombaji. |
| Přilétavá móda (Incheon arrivals)      | Oblečení CAS                         | 5. října 2021     | Oblečení inspirováno stylem letiště Inčchonu. |
| Rozkvetlé bydlení (Blooming room)      | Objekty do režimu stavby Build & Buy | 9. listopadu 2021 | Nové rostliny a odkládací plochy. |
| Moderní pánská móda (Modern Menswear)  | Oblečení CAS                         | 2. prosince 2021  | Nové mužské oblečení. |
| Styl karnevalu (Carnaval streetwear)   | Oblečení CAS                         | 3. února 2022     | Nové oblečení, doplňky a make-up inspirováno brazilskými karnevaly. |
| Čím víc, tím líp (Décor to the max)    | Objekty do režimu stavby Build & Buy | 21. března 2022   | Nový nábytek, tapety a dekorace v maximalistickém stylu. |
| Romanticky šik (Moonlight Chic)        | Oblečení CAS                         | 26. května 2022   | Nové oblečení, šperky a doplňky inspirováno stylem Paříže. |
| Malí táborníci (Little campers)        | Objekty do režimu stavby Build & Buy | 26. května 2022   | Nové objekty na táboření (ohniště, židle), hračky (domeček pro panenky ve tvaru rakety, velký plyšák, stan), houpačka, venkovní projektor z prostěradel a možnost opékání maršmelounů. |

## Edice hry
K dispozici je celkem 5 edicí hry. První je standardní, která obsahuje pouze základní hru The Sims 4, poté je limitovaná edice, která obsahuje základní hru a bonusové DLC, poté je Digital Deluxe, která navíc obsahuje i další DLC a OST (tj. zvuková stopa). Poté existuje také Prémiová edice, která obsahuje DLC a Průvodce pro tvůrce, což je kniha v pevné vazbě. Poslední a nejdražší je sběratelská, která obsahuje vše, co Digital Deluxe, plus USB svítící sochu ve tvaru diamantu a průvodce pro tvůrce jak v tištěné, tak v elektronické podobě. Všechny edice vyjma standardní a Digital Deluxe jsou limitované počtem.
V roce 2019 byla vydána edice hry pro starší 32bitové počítače a Macy s názvem Legacy edition (Tradiční edice).